# Diócesis suburbicaria de Palestrina
La diócesis suburbicaria de Palestrina, sede suburbicaria de Palestrina o diócesis de Palestrina (en latín: Dioecesis Praenestina y en italiano: Diocesi suburbicaria di Palestrina) es una circunscripción eclesiástica de la Iglesia católica en Italia. Se trata de una sede suburbicaria latina, sufragánea de la diócesis de Roma. Desde el 19 de febrero de 2019 su obispo es Mauro Parmeggiani y su título cardenalicio pertenece al cardenal José Saraiva Martins, de la Misioneros Hijos del Inmaculado Corazón de María.

## Territorio y organización
La diócesis tiene 418 km² y extiende su jurisdicción sobre los fieles católicos de rito latino residentes en parte de la región del Lacio: 16 comunas de la ciudad metropolitana de Roma Capital (Bellegra, Capranica Prenestina, Castel San Pietro Romano, Cave, Gallicano nel Lazio, Genazzano, Labico, Olevano Romano, Palestrina, Pisoniano, Rocca di Cave, Rocca Santo Stefano, Roiate, San Cesareo, San Vito Romano, Zagarolo); y 2 de la provincia de Frosinone (Paliano y Serrone).
La sede de la diócesis se encuentra en la ciudad de Palestrina, en donde se halla la Catedral de San Agapito Mártir. En Genazzano se halla la basílica santuario de la Virgen del Buen Consejo.
En 2021 en la diócesis existían 52 parroquias agrupadas desde el 1 de septiembre de 2019 en 4 vicariatos foráneos.

## Historia
El testimonio más antiguo del pasado cristiano de esta diócesis es el martirio de Agapito, santo al que está dedicada la catedral, que tuvo lugar bajo Aureliano en el año 274, y que fue enterrado en una zona de cementerio extraurbano en la zona de Quadrelle. En esta zona se construyó una basílica, la catedral de la diócesis, que fue restaurada y enriquecida por el papa León III (795-816), según relata el Liber Pontificalis. Por motivos de seguridad, a finales del siglo IX, en tiempos del papa Romano, la catedral y las reliquias del santo fueron trasladadas al interior de las murallas de la ciudad.
El primer obispo de Palestrina del que hay información histórica es Secundus, que asistió al concilio de Roma del año 313 convocado por el papa Melquíades en la domus Faustae de Letrán. Se conocen los nombres de una quincena de obispos prenestinos del primer milenio, muchos de los cuales participaron en los sínodos convocados en Roma por los pontífices. Entre ellos se pueden mencionar: Gregorio, que consagró al antipapa Constantino II en 767; Andrés, que fue legado del papa Adriano I ante el rey Desiderio en 772; y Constantino, que estuvo presente en el sínodo convocado por el papa Eugenio II en 826 y que según el Liber Pontificalis consagró la basílica extramuros de San Agapito.
Además, ya en el siglo VI surgió un floreciente monasterio en el sitio del Castel San Pietro Romano. Después del siglo VII el obispo de Palestrina fue uno de los prelados hebdomadarii que sirvieron en la basílica de Letrán y, por lo tanto, fue cardenal; el obispo de Palestrina es el cuarto en el orden de los cardenales obispos.
En el siglo X la sede prenestina incorporó el territorio de la antigua diócesis de Gabii, de la que se conocían obispos del 465 al 879.
El 16 de diciembre de 1117 el papa Pascual II consagró la catedral de Palestrina, donde habían sido trasladadas las reliquias de san Agapito. El evento se conmemora con una placa en el interior del edificio. Otra placa menciona las intervenciones realizadas en la catedral por el obispo Conon (1109-1122).
El siglo XII está marcado por la presencia de dos santos obispos en la sede prenestina. San Esteban, obispo de 1139 a 1144, originario de Châlons, fue un monje cisterciense, alabado por su piedad por san Bernardo de Claraval y Juan de Salisbury. Se le recuerda el 12 de febrero en el martirologio galicano como "obispo y confesor ". A Esteban le sucedió san Guarino, de la noble familia boloñesa Guarini, religioso de los Canónigos Regulares de la Santa Cruz de Mortara. Elegido obispo de Pavía, rechazó el cargo, pero no pudo hacer nada cuando en diciembre de 1144 obtuvo la sede prenestina, donde se distinguió "por su austeridad de vida y su amor a los pobres".
En la lucha entre el papa Bonifacio VIII y la familia Colonna, propietarios de Palestrina, la ciudad sufrió la destrucción total por parte de las tropas papales (1298), de la que sólo se salvó la catedral de San Agapito. La ciudad fue reconstruida en tiempos del papa Clemente V (1305-1314).
Cuatro cardenales obispos fueron elegidos papas mientras ocupaban la sede de Palestrina: Clemente III en 1187, Nicolás IV en 1288, Julio III en 1550, León XI en 1605. Otros dos cardenales obispos se convirtieron en papas tras su presencia en Palestrina: Martín V y Paulo III.
A partir del siglo XV los titulares de las sedes suburbicarias tenían derecho a optar por otra sede suburbicaria; esto redujo en gran medida el tiempo que los cardenales obispos pasaban en Palestrina. En cuatrocientos años, entre 1400 y 1800, hubo algo más de ochenta prenestinos, para un episcopado promedio de poco menos de cinco años.
El cardenal Domenico Ginnasi firmó el decreto para la erección del seminario diocesano el 24 de julio de 1626. Bernardino Spada (1655-1661) inició las obras de construcción de la nueva sede del seminario, que fueron terminadas en 1669 en la época del cardenal Antonio Barberini hijo. En 1759 Giuseppe Spinelli decidió trasladar la sede del seminario al palacio episcopal, contiguo a la catedral, mientras que el antiguo seminario se convirtió en la sede de la curia diocesana y del nuevo palacio episcopal.
Con la reforma de las sedes suburbicarias decidida por el papa Juan XXIII en 1962 con el motu proprio Suburbicariis sedibus, los cardenales se quedaron únicamente con el título de sede suburbicaria, mientras que el gobierno pastoral de la diócesis fue confiado a un obispo residencial pleno iure. Para Palestrina la serie de obispos residenciales comenzó en 1966, cuando el cardenal Benedetto Aloisi Masella renunció al gobierno pastoral de la diócesis que estaba confiado a Pietro Severi.
El 16 de julio de 2002 mediante el decreto Venerabilis Abbatia Sublacensis de la Congregación para los Obispos, la sede suburbicaria amplió su territorio incorporando las comunas de Rocca Santo Stefano, Bellegra y Roiate cuyas parroquias fueron sustraídas de la jurisdicción espiritual de los abades ordinarios de Subiaco.
El museo diocesano de arte sacro fue inaugurado el 5 de mayo de 2005, instalado en algunas salas del episcopado prenestino.
Desde el 19 de febrero de 2019 la sede suburbicaria de Palestrina y la diócesis de Tívoli están unidas in persona episcopi.

## Estadísticas
Según el Anuario Pontificio 2022 la diócesis tenía a fines de 2021 un total de 110 128 fieles bautizados.
| Año                                                                             | Población            | Población | Población      | Sacerdotes | Sacerdotes    | Sacerdotes    | Bautizados por sacerdote | Diáconos permanentes | Religiosos | Religiosos | Parroquias |
| Año                                                                             | Bautizados católicos | Total     | % de católicos | Total      | Clero secular | Clero regular | Bautizados por sacerdote | Diáconos permanentes | Varones    | Mujeres    | Parroquias |
| ------------------------------------------------------------------------------- | -------------------- | --------- | -------------- | ---------- | ------------- | ------------- | ------------------------ | -------------------- | ---------- | ---------- | ---------- |
| 1950                                                                            | 59 300               | 59 438    | 99.8           | 105        | 55            | 50            | 564                      |                      | 74         | 144        | 27         |
| 1970                                                                            | 55 550               | 55 600    | 99.9           | 88         | 38            | 50            | 631                      |                      | 58         | 228        | 29         |
| 1980                                                                            | 70 300               | 70 400    | 99.9           | 81         | 43            | 38            | 867                      |                      | 52         | 177        | 32         |
| 1990                                                                            | 72 000               | 73 000    | 98.6           | 80         | 48            | 32            | 900                      | 1                    | 42         | 212        | 39         |
| 1999                                                                            | 82 850               | 83 000    | 99.8           | 79         | 49            | 30            | 1048                     | 1                    | 33         | 238        | 39         |
| 2000                                                                            | 82 905               | 83 145    | 99.7           | 82         | 49            | 33            | 1011                     | 1                    | 42         | 187        | 39         |
| 2001                                                                            | 82 873               | 83 212    | 99.6           | 86         | 50            | 36            | 963                      |                      | 41         | 179        | 39         |
| 2002                                                                            | 86 756               | 87 773    | 98.8           | 91         | 54            | 37            | 953                      |                      | 42         | 181        | 44         |
| 2003                                                                            | 87 000               | 88 000    | 98.9           | 82         | 46            | 36            | 1060                     |                      | 42         | 179        | 49         |
| 2004                                                                            | 87 600               | 88 000    | 99.5           | 81         | 45            | 36            | 1081                     |                      | 43         | 178        | 49         |
| 2013                                                                            | 110 500              | 113 000   | 97.8           | 100        | 54            | 46            | 1105                     | 11                   | 73         | 179        | 49         |
| 2016                                                                            | 100                  | 113 600   | 88.1           | 162        | 116           | 46            | 617                      | 12                   | 78         | 172        | 50         |
| 2019                                                                            | 100 230              | 113 580   | 88.2           | 133        | 73            | 60            | 753                      | 12                   | 70         | 122        | 52         |
| 2021                                                                            | 110 128              | 113 568   | 97.0           | 126        | 75            | 51            | 874                      | 11                   | 59         | 89         | 52         |
| Fuente: Catholic-Hierarchy, que a su vez toma los datos del Anuario Pontificio. |                      |           |                |            |               |               |                          |                      |            |            |            |